# Wassili Wassiljewitsch Struwe
Wassili Wassiljewitsch Struwe, auch Struve, russisch Василий Васильевич Струве, englische Transliteration Vasily Vasilievich Struve, (* 21. Januarjul. / 2. Februar 1889greg. in Sankt Petersburg; † 15. September 1965 in Leningrad) war ein russischer klassischer Philologe, Altorientalist, Althistoriker, Mathematikhistoriker und Ägyptologe.

## Leben und Wirken
Struwe (als Urenkel von Friedrich Georg Wilhelm Struve ein Mitglied der berühmten deutsch-baltischen Astronomenfamilie Struve) studierte klassische Philologie an der Universität Sankt Petersburg und Ägyptologie bei Boris Alexandrowitsch Turajew. 1911 machte er seinen Abschluss und setzte danach seine wissenschaftliche Arbeit an der Universität fort. 1913 studierte er in Deutschland bei Adolf Erman. 1916 wurde er Privatdozent an der Petrograder Universität und ab 1920 Professor. 1928 promovierte er (Kandidat der Wissenschaften) über Manetho. Außerdem erhielt er ehrenhalber den sowjetischen Titel Doktor der Wissenschaften. Von 1918 bis 1933 war er Leiter der ägyptischen Abteilung der Eremitage. Seine Mitarbeiterin und Nachfolgerin war Miliza Edwinowna Matje. Schon als Universitätsdozent begann er außerdem das Studium des Akkadischen, des Hebräischen und anderer semitischer Sprachen beim Orientalisten und Akademiemitglied Pawel Kokowzow sowie des Sumerischen im Eigenstudium. 1935 wurde er Mitglied der Sowjetischen Akademie der Wissenschaften. 1937 bis 1940 war er an der Spitze der ethnografischen Abteilung der Akademie und von 1941 bis 1950 Leiter des Instituts für Orientstudien der Akademie sowie ab 1959 Leiter der Abteilung Alter Orient an diesem Institut. Der Académie internationale d’histoire des sciences in Paris gehörte er seit 1935 als korrespondierendes Mitglied an.
Er war mit Turajew Herausgeber der Übersetzung des Moskauer mathematischen Papyrus („Mathematischer Papyrus des Staatlichen Museums der Schönen Künste in Moskau“, Quellen und Studien zur Geschichte der Mathematik, Astronomie und Physik, A, Bd. 1, 1930). Er übersetzte außerdem zahlreiche demotische Dokumente aus den Museen der Sowjetunion. Er beschäftigte sich aber auch allgemein mit der Kulturgeschichte des Alten Orients und veröffentlichte ein Buch über die antike Geschichte der Region des schwarzen Meeres.
Struwe war das Haupt einer russischen Schule von Altorientalisten und Ägyptologen. Einer seiner Schüler war Otto Neugebauer.

## Schriften
- als Herausgeber: Geschichte der Alten Welt. Chrestomathie. 3 Bände, Volk und Wissen, Berlin 1954–1959 (Übersetzung aus dem Russischen):
  - Band 1: Der Alte Orient. Berlin 1954.
  - Band 2: Griechenland und der Hellenismus. Berlin 1957.
  - Band 3: Rom. Berlin 1959.